# ماکروگلوبولینمی والدنشتروم
ماکروگلوبولینمی والدنشتروم ((نام علمی: Waldenström's macroglobulinemia)) بدخیمی لنفوسیت‌های پلاسماسیتوئید است که طی آن مقادیر زیادی پادتن ام توسط سلول های پلاسماسل بدخیم ترشح می شود . این بیماری عموما افراد مسن را درگیر کرده و شبیه به مولتیپل میلوما و لنفوم‌های با درجهٔ پایین رفتار می‌کند. افراد مبتلا به این بیماری گاهی بدون علامت هستند و به صورت اتفاقی و در آزمایش خون متوجه بیماری می‌ شوند.

## علایم بیماری
بزرگی غدد لنفی، بزرگی طحال و کبد، درگیری مغز استخوان، سندرم هایپر ویسکوزیتی (غلظت بالای خون و افزایش ریسک سکته مغزی)، علایم کرایو گلوبولینمی (حساسیت به سرما) است.

## درمان
درمان آن مشابه سایر لنفوم‌های درجه پایین سلول B است.